# Eierfressende Seeschlange
Die Eierfressende Seeschlange (Emydocephalus annulatus), auch Schildkrötenköpfige Seeschlange genannt, ist eine Art der zu den Giftnattern gehörenden Seeschlangen und in den Meeren Südostasiens und Australiens beheimatet.

## Merkmale
Die Körperlänge beträgt bis zu 75 cm, eventuell auch bis zu 103 cm. Beide Geschlechter haben etwa die gleiche Größe, Weibchen werden jedoch geringfügig größer. Die Weibchen sind cremefarben-gelblich bis bräunlich gefärbt mit einer unterbrochenen schwarzen Sattelzeichnung, die auch fehlen kann, die Männchen dagegen sind vollständig schwarz. Zusätzlich zeigt der Schnauzenschild der Männchen einen scharfen, nach unten gerichteten schnabelartigen Fortsatz, der den rundschnäuzigen Weibchen fehlt. Mit diesem Schnauzenfortsatz stimuliert das Männchen das Weibchen bei der Paarung im Nackenbereich. Die Schuppen der Männchen sind rauer als die der Weibchen. Der Kopf der Art ist kurz und stumpf. Die Bauchschuppen ähneln denen terrestrischer Schlangen, dennoch handelt es sich nicht um eine primitive Art der Seeschlangen, sondern sie hat sich in eine andere Richtung angepasst und entwickelt. Die Giftzähne sind kürzer als 0,15 mm und die Giftdrüsen sind weitgehend reduziert, weil sie bei der spezialisierten Nahrung aus Fischeiern nicht gebraucht werden. Die Anzahl der Ventralia beträgt 125–146, die der Subcaudalia 20–33 und die Art weist eine Analschuppe auf. Um die Mitte des Körpers ziehen sich 15–19 Längsreihen aus glatten, sich überlappenden Schuppen.
Dunkle Tiere weisen häufig einen höheren Bewuchs mit Algen auf als gestreifte Exemplare. Ein stärkerer Bewuchs mit Algen hat einen Effekt auf das Verhalten der Tiere. Diese bewegen sich durch das zusätzliche Gewicht der Algen bis zu 20 % langsamer und bevorzugen es, weniger aktiv zu sein und sich zwischen Korallen zu verstecken, anstatt aktiver auf Nahrungssuche zu gehen. Einen Einfluss auf die Überlebensrate hat dieses Verhalten jedoch nicht.
Das Pigment der dunklen Tiere hilft auch bei der Entgiftung von Arsen und Zink, das die Schlangen in ihrer Haut speichern und bei anschließenden Häutungen abstreifen. Das eingelagerte Melanin unterstützt die Speicherung von Giftstoffen. Es wurde beobachtet, dass in den industriellen Gebieten von Neukaledonien die einfarbig schwarze Variante dominiert, in den anderen Gebieten der Inselgruppe jedoch die schwarz-weiß gefärbte.
Eine ähnliche Art ist die Japanische Schildkrötenkopf-Seeschlange (Emydocephalus ijimae) von den Ryukyu-Inseln, China und Taiwan.

## Verbreitung und Lebensraum
Im Norden ihres Verbreitungsgebiets kommt die Art zwischen Borneo und den Philippinen vor und bewohnt hier die Sulusee, die Mindanaosee, das Südchinesische Meer bei Palawan und die Celebessee bei Borneo. Im Nordwesten ist die Art auch von der Südküste Vietnam bekannt, z. B. bei Vũng Tàu. Weiter südlich ist die Art in den Meeren um Australien, vor allem dem tropischen Australien, verbreitet und lebt hier von der Shark Bay im Westen bis ungefähr nach Sydney im Osten. In der Timorsee kommt die Art dabei nördlich bis nach Timor vor und nördlich von Queensland bis nach Papua-Neuguinea. Im Golf von Carpentaria fehlt sie jedoch. Ein weiteres Vorkommen befindet sich an den Küsten von Neukaledonien. Besonders häufig ist die Art auch am Ashmore-Riff.
Die Art bewohnt Korallenriffe und flache Seegraswiesen und kommt bis in 40 m Tiefe vor.

## Lebensweise
Die Art ernährt sich vom Fischlaich riffbewohnender Riffbarsche, Schleimfische und Grundeln. Je größer das Tier ist, umso wahrscheinlicher frisst es die offenliegenden Eier von Riffbarschen anstelle der in engen Spalten abgelegten Eier der Schleimfische und Grundeln. Auch die Jahreszeit spielt eine Rolle bei der Ernährung, im Winter dominieren die Eier von Riffbarschen. Ein weiterer Faktor bei der Ernährung ist das Geschlecht. Männchen unterbrechen die Nahrungssuche, während sie im Winter auf Partnersuche gehen, Weibchen unterbrechen ihre Ernährung, während sie im Spätsommer hochschwanger sind. Das Ernährungsverhalten ähnelt eher dem grasender Säugetiere als dem anderer Schlangen, ein Beweis für die breit gefächerte adaptive Radiation von Schlangen.
Zur Fortpflanzungszeit suchen die Männchen nach Weibchen mittels visuellen Eindrücken. Nach dem Finden eines Weibchens ist es essentiell, dass die züngelnden Männchen Pheromone der Hautfette des Weibchens aufnehmen, um die Balz und Paarung einzuleiten. Dabei kann man Paaren begegnen, die eng zusammen schwimmen. Die Männchen schwimmen dabei neben und über den Weibchen und streichen mit dem Schnauzenfortsatz über den Nacken der Weibchen. Dieser Fortsatz wird also ähnlich wie die Aftersporne männlicher Pythons oder Boas benutzt, die mit diesem Weibchen für die Paarung stimulieren. Da die Weibchen sich aber nicht auf die gleiche Weise „revanchieren“, fehlt ihnen auch dieser Schnauzenfortsatz, ebenso wie die Sporne weiblicher Pythons und Boas mehr oder weniger reduziert sind oder fehlen. Die Eierfressende Seeschlange ist vivipar und bringt 2–5 lebende Junge zur Welt.

## Gift
Das schwache Gift wirkt vermutlich postsynaptisch neurotoxisch und ist harmlos für den Menschen.

## Gefährdung
Die IUCN listete die Art 2010 als nicht gefährdet (least concern) mit einem abnehmenden Populationstrend. Der Rückgang der Populationen kann auf Lebensraumverlust aufgrund von Tourismus, Korallenbleiche und synökologische Vorgänge zurückzuführen sein. 

## Taxonomie
Die Art wurde 1869 von Gerard Krefft erstbeschrieben. Synonyme der Art lauten Emydocephalus tuberculatus Krefft 1869, Aipysurus chelonicephalus Bavay 1869 und Emydocephalus szczerbaki Dotsenko 2011. Die Typuslokalität befindet sich vermutlich im Meer bei Australien.